# Hamdy Heykal
Hamdy Heykal (arabisch حمدي هيكل, DMG Ḥamdī Haikal; * 25. Juli 1959) ist ein ägyptischer Schauspieler. Seit Beginn der 1990er Jahre ist er als Fernseh- und Filmschauspieler tätig und wirkte bereits in über 100 Produktionen mit.

## Leben
Heykal wurde am 25. Juli 1959 in Ägypten geboren. Er hat einen Bachelor of Fine Arts in Theaterwissenschaften. In seinen Rollenbesetzungen hat er sich auf die Darstellung von Antagonisten spezialisiert und mimt oft einen Bösewicht. 1997 übernahm er im US-amerikanischen Fernsehfilm Jäger der verborgenen Schatzkammer die Rolle des zwielichtigen Scorpion. 2017 übernahm er in 18 Episoden der Fernsehserie Kafr Delhab die Rolle des Saleh. 2020 folgten vier Episoden in der Rolle des Gamal Hegazi in der Fernsehserie The Prince. 2021 stellte er in der Fernsehserie Outsider Bloodline die Rolle des Saleh dar.

## Filmografie (Auswahl)
- 1990: Al Wisiya (Fernsehserie, Episode 1x17)
- 1995: Tamer We Shawkiya
- 1997: Jäger der verborgenen Schatzkammer (Legend of the Lost Tomb) (Fernsehfilm)
- 2004: Fool el seen el azeem
- 2005: Mythos Ägypten (Egypt) (Fernsehdokureihe, 2 Episoden)
- 2005: El hasa el sabaa
- 2006: Omaret yakobean
- 2006: Katkout
- 2012: Shams Al-Ansary (Fernsehserie)
- 2012: Saa'a wi Nos
- 2014: Alekhwa (Fernsehserie, Episode 1x28)
- 2015: Roundtrip (Fernsehserie)
- 2017: Kafr Delhab (Fernsehserie, 18 Episoden)
- 2018: Ard Al Nefaq (Fernsehserie)
- 2018: El Kwaissen
- 2019: Qarmat Beyitmarmat
- 2019: Shaqet Faisal (Fernsehserie)
- 2019: Dofaat Al Qahira (Fernsehserie, Episode 1x08)
- 2020: The Prince (Al Prince) (Fernsehserie, 4 Episoden)
- 2021: Ahsan Abb (Fernsehserie)
- 2021: Outsider Bloodline (Nasl El Aghrab) (Fernsehserie, 30 Episoden)